# Золотой клюв
«Золотой клюв» — советский чёрно-белый немой фильм режиссёра Евгения Червякова, снятый на киностудии «Совкино» в 1928 году по одноимённой исторической повести Анны Караваевой. Один из трёх последних советских немых фильмов.
Фильм считается утраченным в годы войны. В перечне из 102 самых значимых утраченных российских фильмов фильм занимает 10 строчку.

## Сюжет
Фильм снят по одноимённой исторической повести Анны Караваевой, вышедшей в 1925 году.
На фоне исторических событий в фильме рассказывалась история любви крепостного и девушки — воспитанницы начальника заводов.

О рабском, подневольном труде крепостных, работавших на алтайском горном заводе в эпоху Павла I, и их борьбе с произволом царской администрации. Невыносимо тяжёлым был труд царских кузнецов. Они мечтали о сказочной свободной земле, которая, по рассказам, должна была находиться в долине Бухтармы, на легендарных Белых водах. Отзвуки пугачёвского восстания ещё были живы в массе крепостных рабочих. Царские власти жестоко расправлялись с недовольными. После очередной расправы большая группа рабочих бежала с завода и достигнув долины Бухтармы организовала вольное крестьянское государство. Царский карательный отряд обнаружил беглецов.— аннотация сюжета из «Советские художественные фильмы: Немые фильмы, 1918—1935», Всесоюзный государственный фонд кинофильмов, Москва, Искусство, 1961 - стр. 325

## Актёры и роли
- Данные об исполнителе главной роли разнятся (Л. Ефимов / А. Ефимов / Алексей Ефимов[3]) — Степан
- Геннадий Мичурин — Марей, старик-старовер
- Сергей Минин — Сеньча, рабочий
- Михаил Гипси — Шушин-старший
- Борис Дмоховский — Шушин-младший
- Пётр Берёзов — денди
- Борис Ливанов — майор Тучков
- Анна Стэн — Варенька
- Константин Гибшман — фабрикант — начальник Колывано-Воскресенских заводов Гавриил Качка[4].
- Антонина Садовская — жена фабриканта
- Алексей Богдановский — иностранный специалист
- Валерий Плотников — Мерейха
- Александра Галатова — Ксюша
- Михаил Гавронский — офицер
- Иона Бий-Бродский — офицер
- Александр Лариков — солдат
- Людмила Семёнова — шинкарка
- Леонид Кмит — старатель
- Эмиль Галь — секретарь
- Александр Мельников — эпизод

Также в фильме снимались: А.Клист, П.Вицинский, Н.Кудрюцкий, Ф.Фалалеев, Б.Медведев, П.Пирогов.

## Дополнительно
Один из трёх последних советских немых фильмов, появившиеся на экранах в 1929 году, наряду с фильмами «Новый Вавилон» и «Обломок империи». Съёмки этих трёх фильмов стали кульминационным экспериментальным проектом, завершившим эпоху советского предзвукового кино, организованным директором «Совкино» А. И. Пиотровским, — к этим фильмам была специально написана музыка для исполнения симфоническим оркестром, а не тапером. Для «Золотого клюва» музыку написал Дмитрий Борисович Астраханцев.
Директор студии «Совкино», которой был снят фильм, Адриан Иванович Пиотровский, обращал внимание что в фильме применён «сложнейший пример параллельного монтажа» при изображении жизненного цикла обречённых на унизительную смерть крестьян, отчасти восходящего к эйзенштейновскому интеллектуальному монтажу (картина и делалась под влиянием «Октября» Сергея Энзенштейна), но, приём смены сцен при монтаже служит другой цели:

Политэкономическая проблема как бы отходит здесь на задний план перед общим и отвлечённым философским раздумьем о судьбе человеческой. В сценах этих режиссёр находит черты некоего физиологически обобщённого стиля. Его мужчины и женщины страшно физиологичны, в них кричат простейшие, предельнейшие ощущения боли, радости, страха, надежды, тоски.— А.И. Пиотровский, 1928 год
Съёмки фильма велись в предгорьях Алтая.
Фильм показывали на протяжении 10 лет (звуковых лент на всю страну не хватало), цензуре фильм не подвергался, но в разрешении на продление проката на 1938 год указывалось на необходимость убрать из титров фамилию Анны Стэн — фильм был её последней работой в кино СССР.

## Критика
Фильм пользовался успехом у зрителей, так, Иван Павлович Бардин как-то заметил: «Я этот фильм сам видел ещё до поездки в Сибирь. Он мне понравился».
Газета «Вечерняя Москва» раскритиковала фильм, обвинив в вульгаризации истории:

Особенно убогой кажется здесь любовная история, неизвестно каким ветром занесенная из дешёвого мещанского романа, — история о барышне, полюбившей крепостного. Это уже целиком из области обывательских представлений.— «Вечерняя Москва»
В то же время в книге кинокритика Крусман Б. фильм получил положительную оценку:

Эмоциональные, лирические состояния, поданные в качестве как бы отступлений от главной линии действия, а на самом деле наиболее полно передающие основную тему картины, — вот самое существенное в таких фильмах, как «Девушка с Далёкой реки», «Мой сын» и «Золотой клюв». 
В картине «Золотой клюв» индивидуалистическая лирика «Моего сына» заменена лиризмом социальным, массовым — крепостные крестьяне, «приписанные» к горному заводу, томятся по далёкой свободной стране, где «высокая трава» и «где люди для себя работают». Лирические мысли о далёкой стране сменяются реальным эпизодом порки беглецов. Но и здесь даётся лирическое отступление, и судорожно-вздрагивающие, всклокочено-бородатые лица истязуемых монтируются с образами крестьянских матерей, гордящихся, любующихся своими чудесными детьми в колыбели, ныне преданными на такой позор и на такую муку.— Крусман Б. «Андей Пиотровский. Художественные течения в советском кино» - М. Л.: Теакинопечать, 1930
Киновед Н. Н. Ефимов высоко оценил фильм и отметил работу оператора:

Лейтмотив мечты о свободной земле требовал от режиссёра усиления пластических средств выразительности. 
«Золотой клюв» поражал обилием блестящих живописных кадров. Святослав Беляев казалось, превзошёл сам себя. Особенное впечатление оставляли пейзажи, которые специалисты метко окрестили «молочными». Ещё никогда в киноискусстве так не играл белый цвет— 
Однако киновед Борис Алперс негативно оценил фильм:

Фильм был пустой по содержанию, отличался типичной для Червякова банальностью художественных приёмов, что прикрывалось формальным экспериментаторством. Жаль, что такой прекрасный материал оказался размененным на шаблоны и стандарты. Помимо трафаретного развертывания сюжета «Золотой клюв» отличается и банальностью художественных приёмов. Картина сплошь составлена из слащавых, «красивых кадров». Режиссёр переносит на экран образцы различных графических манер, и образцы далеко не первоклассные, украшающие обыкновенно стены мещанской квартиры. Вся эта серия графических рисунков развёрнута на экране в особом ритме лирической задумчивости.— Борис Владимирович Алперс - Дневник кинокритика
В пример избитого приёма Б. В. Алперс приводил кадр с появлением на экране типичного тучного человека во фраке, пьющего вино и подмигивающего аудитории, хотя подобный приём на тот момент уже ушёл из советского кино.

Фильм не стал принципиальным успехом режиссёра, однако, его значение как эксперимента немаловажно, и фильм представлял определённый социальный интерес. … Было нечто в изобразительной и режиссёрской трактовке «Золотого клюва», что сближало его с нашим классическим фильмом «Земля». Но «Земля» Александра Довженко была поставлена через год. Сближение между фильмами шло не только по пути их изобразительных решений. Известен интерес, с которым молодой Довженко следил за постановками Червякова 20-х годов.— Журнал «Киноведческие записки»
Киновед Пётр Багров в 2010 году отметил, что в работах, посвящённых творчеству режиссёра Червякова, фильм «Золотой клюв» рассматривается как одна из трёх его важнейших работ, наряду с фильмами «Девушка с далёкой реки» и «Мой сын».
В книге киноведа Ирины Николаевны Гращенковой указывается, что роль в фильме считалась одной из лучших киноролей актёра Геннадия Мичурина.